# Řehtačka

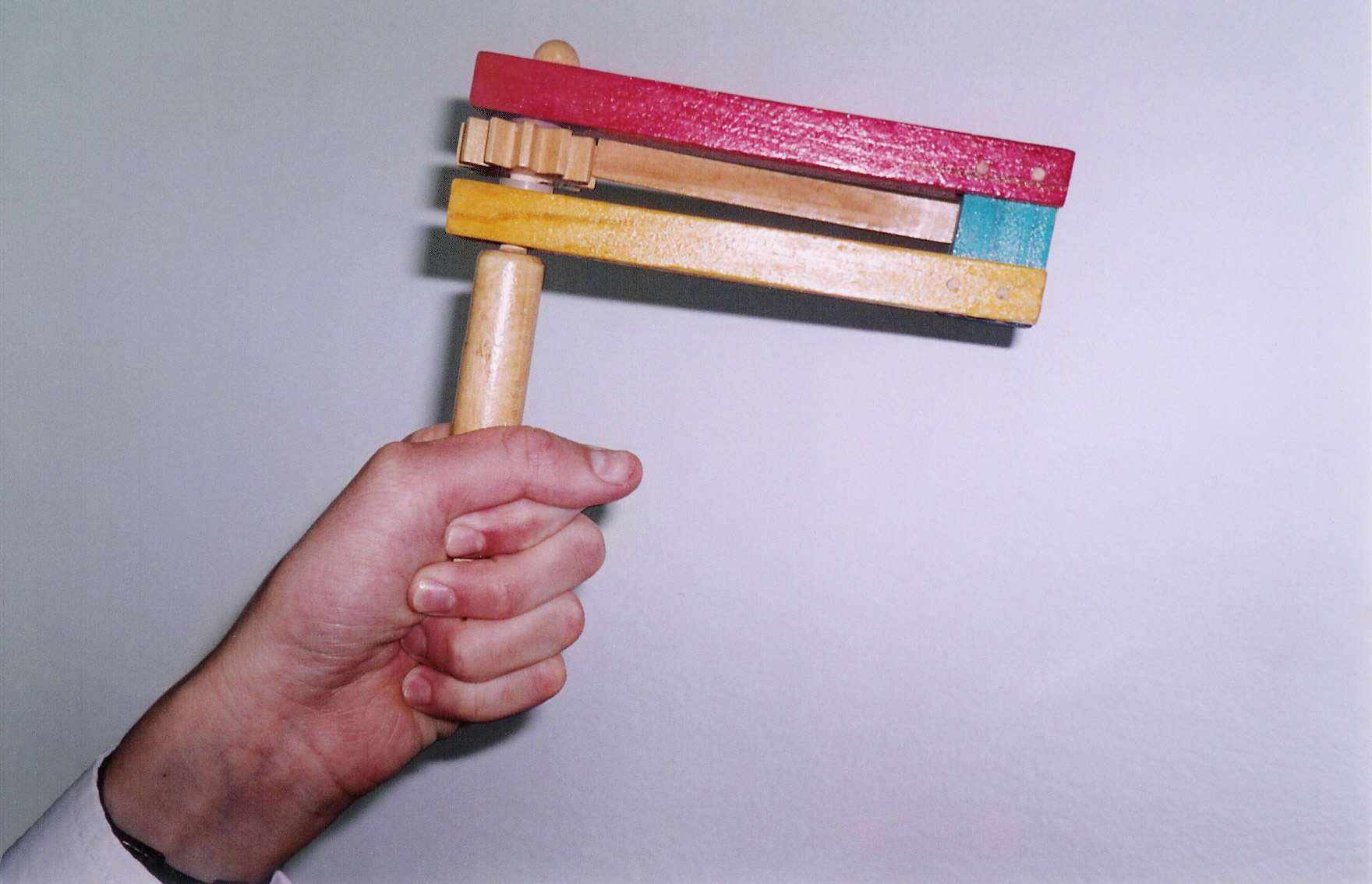
Řehtačka

Řehtačka, též známá jako "hrkačka" nebo "brkač", je výrobek (obvykle dřevěný) vydávající rámus, stejně jako klapačky, mlýnky, trakářky a různé další doma vyrobené nástroje, které byly používány dle tradice za účelem svolání na bohoslužby od Zeleného čtvrtka, kdy zvony umlkaly (odlétaly do Říma). Nyní však jde o hudební nástroj.
Zvukem řehtačky nebo zvonu na sebe museli upozorňovat malomocní.[zdroj?]